# Social Contagion

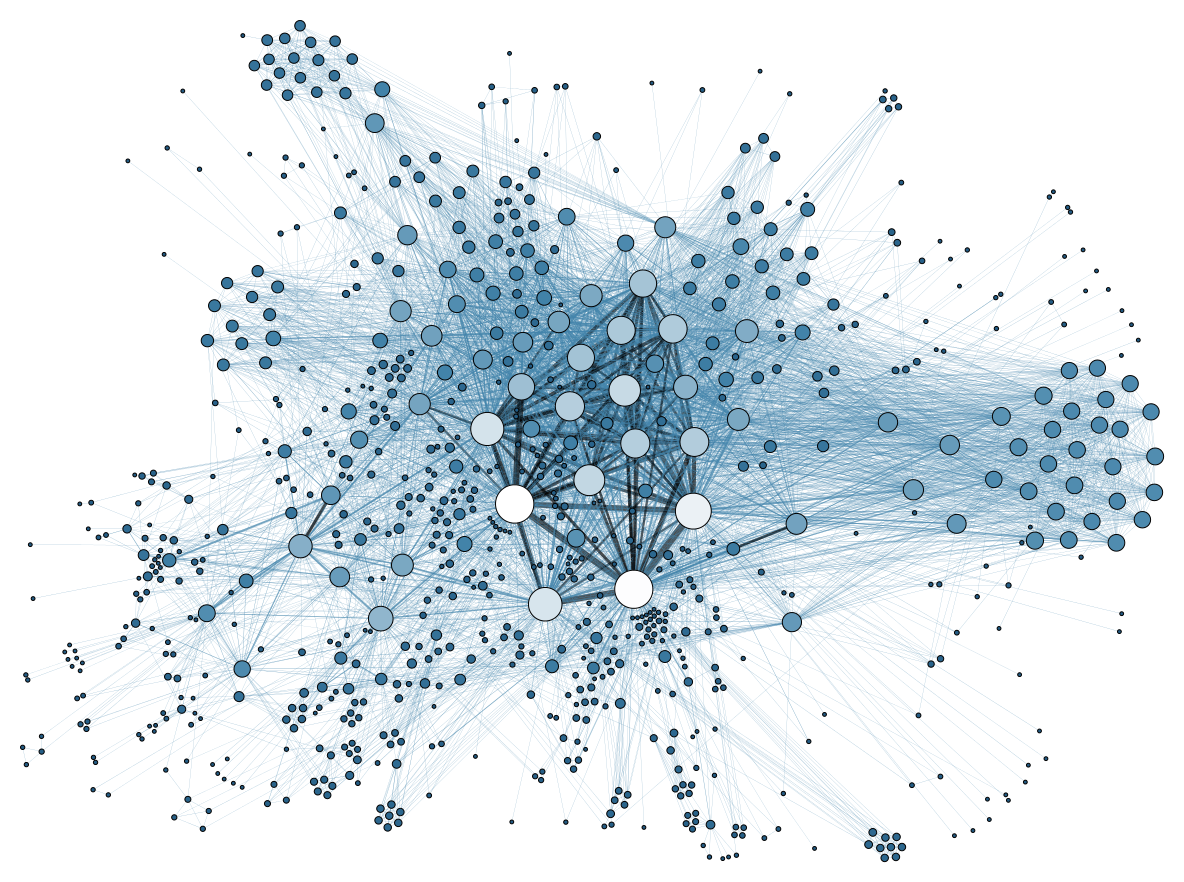
Visualisierung eines Sozialen Netzwerks

Social Contagion (englisch für „soziale Ansteckung“) ist ein Begriff, der beschreibt, wie sich Verhaltensweisen, Emotionen oder Gefühle spontan in einer Gruppe oder einem Netzwerk ausbreiten können. Zwei Formen der sozialen Ansteckung sind die Verhaltensansteckung (behavioural contagion) und die emotionale Ansteckung (emotional contagion). Bei ersterem verbreiten sich Verhaltensweisen und bei letzterem emotionale Zustände. Paul Marsden zufolge lassen sich Verhaltensansteckungen in sechs Unterkategorien aufteilen: Hysterische Ansteckungen, Ansteckungen bei selbstverletzenden Verhalten, Ansteckungen bei Aggression, Ansteckungen bei Regelverstößen, Ansteckungen beim Konsumverhalten und der Contagion-Effekt im Finanzwesen.
Das Konzept der Ansteckung durch Nachahmung (Mimesis) geht mindestens bis auf Platon zurück. Der Begriff „Verhaltensansteckung“ wurde in der modernen Wissenschaft erstmals von Gustave Le Bon in seinem 1895 erschienenen Buch Psychologie der Massen eingeführt. Herbert Blumer war der erste, der den Begriff „soziale Ansteckung“ in seinem 1939 erschienenen Aufsatz über kollektives Verhalten spezifisch verwendete, in dem er die Tanzwut des Mittelalters als ein Beispiel anführte. Seit den 1950er Jahren wurde das Phänomen verstärkt wissenschaftlich untersucht. Laut einer Studie von 1981 können sich emotionale Zustände auch ohne verbale Kommunikation allein über nonverbale Zeichen (wie Gesichtsausdrücke) in einer Gruppe verbreiten. Untersuchungen auf der Grundlage der Framingham Heart Study haben ergeben, dass die Wahrscheinlichkeit, glücklich zu sein, um 25 % höher ist, wenn man einen glücklichen Freund hat, der nicht weiter als eine Meile entfernt wohnt, während die Wahrscheinlichkeit, glücklich zu sein, bei einem glücklichen Nachbarn um 34 % höher ist. Verschiedene weitere Experimente haben die soziale Ansteckung von u. a. Wahlverhalten, emotionalen Zuständen und Risikowahrnehmung dokumentiert. Ab den 1990er Jahren und ins 21. Jahrhundert hinein wuchs das Interesse an sozialer Ansteckung rapide an, was zum Teil auf der gegenseitigen Befruchtung mit dem aufkommenden Gebiet der Netzwerkforschung beruhte, insbesondere deren Anwendung auf das Internet. In jüngerer Zeit wurde dabei verstärkt erforscht, wie sich gewisse Verhaltensweisen und emotionale Zustände online über soziale Netzwerke verbreiten können. So z. B. bestimmte psychische Krankheiten oder selbstverletzendes Verhalten unter Teenagern. Soziale Ansteckung kann positive oder negative gesellschaftliche Folgen haben. Als ein Beispiel für harmlose oder positive soziale Ansteckung wurde die ALS Ice Bucket Challenge genannt.
Das Forschungsfeld der sozialen Ansteckung ist wiederholt kritisiert worden, weil es keine klare und weithin akzeptierte Definition gibt und weil manchmal Arbeiten durchgeführt werden, die nicht zwischen Ansteckung und anderen Formen des sozialen Einflusses, wie Befehl und Gehorsam, oder von dem ansonsten ebenfalls diffusen Konzept der sozialen Homophilie unterscheiden. Einige Wissenschaftler bezeichnen die ungeplante Verbreitung von Ideen in einer Bevölkerung als soziale Ansteckung, andere ziehen es vor, diese unter dem Begriff der Memetik zu führen. Im Allgemeinen wird die soziale Ansteckung getrennt von dem kollektiven Verhalten verstanden, das sich aus einem direkten Versuch der sozialen Einflussnahme ergeben kann, während Social Contagion eher versteckt und indirekt erfolgt. Die US-amerikanischen Psychologen David A. Levy und Paul R. Nail schlugen 1993 vor, soziale Ansteckung als die Ausbreitung von Affekten, Einstellungen oder Verhaltensweisen zu definieren, „bei denen der Empfänger keinen absichtlichen Beeinflussungsversuch von Seiten des Initiators wahrnimmt“.